# 2008年夏季奥林匹克运动会刚果共和国代表团
2008年夏季奥林匹克运动会剛果共和國代表团会参加2008年8月8日至24日在中国北京主办的第29届夏季奥运。

## 游泳
- Emile Rony Bakale

## 乒乓球
男子
- 蘇拉祖·薩卡

女子
- 楊芬

## 田徑
- Pamela Chardene Mouele-Mboussi
- Ghyd-Kermeliss-Holly Olonghot